# Cá nước lạnh

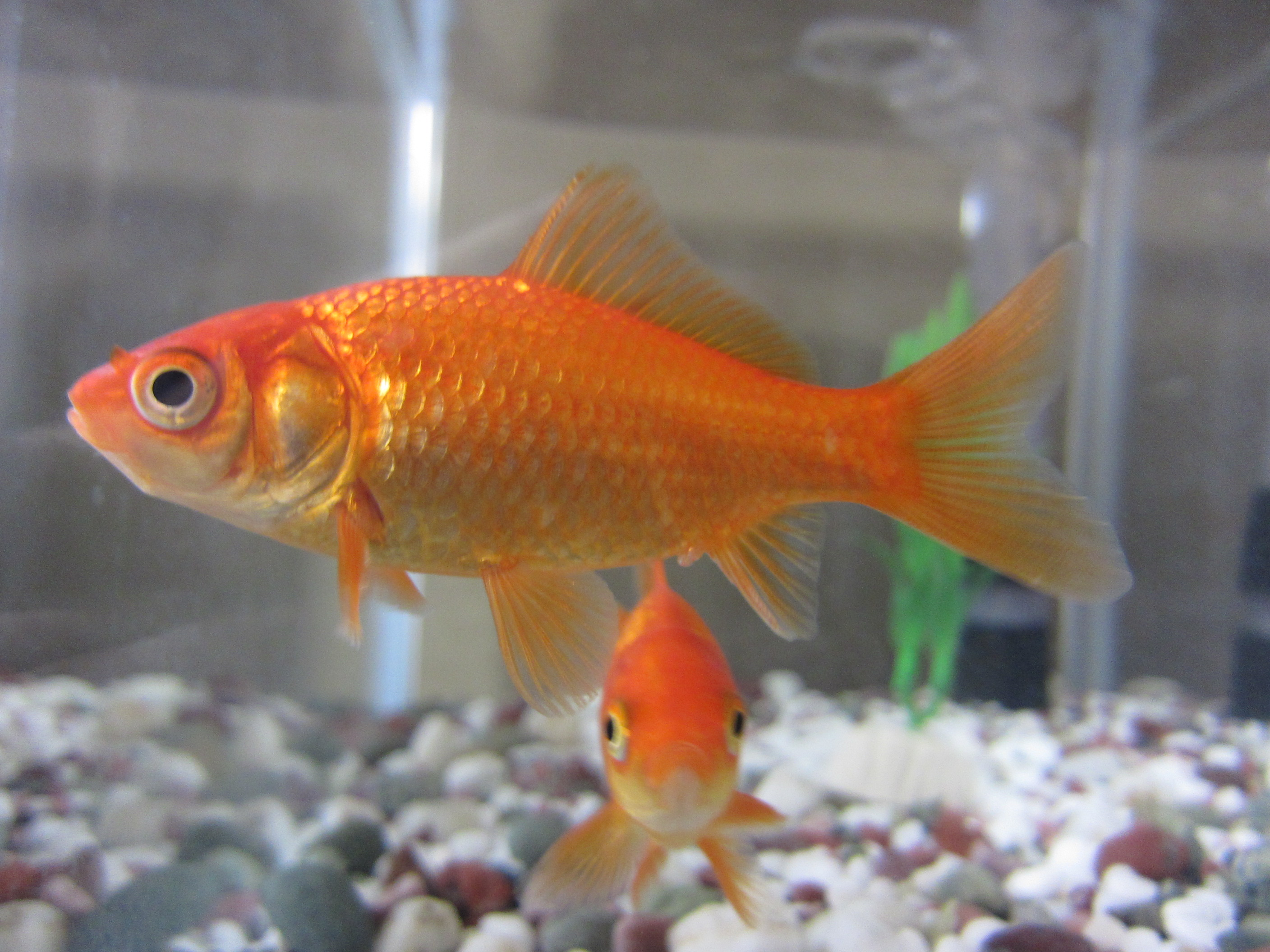
Cá vàng là loài cá nước lạnh

Cá nước lạnh hay cá lạnh (tiếng Anh là: Coldwater fish hay Cold fish) là thuật ngữ đặt trong bối cảnh nuôi trồng thủy sản đề cập đến các loài cá có tập tính thích nhiệt độ nước mát hơn so với các loại cá nhiệt đới, thường dưới 20 °C. Một số ví dụ là cá chép koi và cá vàng. Đây là những loài có xu hướng tăng trưởng chậm hơn và sống lâu hơn cá sống ở vùng nước ấm hơn, và thường cảm thấy dễ dàng hơn để nuôi giữ.
Cá nước lạnh là loài cá như cá vàng, cá chép koi, và các thành viên khác của họ cá chép mà có thể tồn tại ở nhiệt độ nước lạnh. Khi giữ trong một bể cá gia đình, họ không yêu cầu một máy sưởi ấm và khá thoải mái ở khoảng 60 °F (15 °C). Những con cá này cũng là sự lựa chọn hấp dẫn cho các ao nuôi ngoài trời và có thể đứng nhiệt độ xuống đến 10 °C.

## Một số loài
- Lepomis
- Cá vàng
- Cá vàng cảnh
- Bengal danio
- Rhinogobius
- Chlamydogobius
- Xiphophorus
- Oryzias latipes
- Yasuhikotakia (Yasuhikotakia nigrolineata)
- Cyprinella (Cyprinella lutrensis)
- Gobio
- Rhodeus sericeus
- Rhodeus ocellatus
- Acheilognathus longipinnis
- Channa aurantimaculata
- Cá cung thủ
- Cá vàng thông thường
- Cá hoàng
- Cá tầm Nga
- Koi
- Rhodeus
- Gobio
- Gambusia
- Cá chép
- Lepomis
- Cá hương